# Identidade perdida - O homem que virou ninguém
Identidade Perdida - O Homem que Virou Ninguém (PT: Vazio Infinito e Identidade Perdida, BR: Identidade Perdida - O Homem que Virou Ninguém e Fluam, Minhas Lágrimas, Disse o Policial) é um romance de ficção científica escrito por Philip K. Dick e publicado em  1974, sobre um cantor de música pop e astro de televisão geneticamente modificado que, numa noite, perde sua identidade. A história transcorre numa distopia futura, onde os Estados Unidos tornaram-se um estado policial depois de uma Segunda Guerra Civil. O romance foi galardoado com o primeiro prémio do John W. Campbell Memorial Award de melhor romance de FC em 1975. Foi também indicado para o Prémio Nebula em 1974 e para o Prémio Hugo em 1975.
Logo após escrever este livro, Dick disse ter experimentado uma série de estranhas coincidências em sua vida. Ele escreveu sobre isso no ensaio "How to Build a Universe that Doesn't Fall Apart Two Days Later," incluído em sua coletânea de contos I Hope I Shall Arrive Soon. Ele desenvolveria estas experiências em um de seus romances subsequentes, VALIS.